# 2010年のJリーグ ディビジョン1
- 日本プロサッカーリーグ  > Jリーグ ディビジョン1 > 2010年のJリーグ ディビジョン1
- 2010年のスポーツ  >  2010年のサッカー  >  2010年のJリーグ  > 2010年のJリーグ ディビジョン1

この項目では、2010年シーズンのJリーグ ディビジョン1（J1）について述べる。

## 2010年シーズンのJ1のクラブ
2010年シーズンのJ1のクラブは以下の18クラブである。このうちベガルタ仙台、セレッソ大阪、湘南ベルマーレが前シーズンのJ2から昇格した。
- 大分トリニータのJ2降格により、8年ぶりに九州をホームタウンとするJ1クラブが無くなった。そのため2部制導入後初めてJ1クラブのホームタウンが本州のみになる。2部制導入前を含めても1995年以来15シーズンぶり。
- 関西をホームタウンとする4チーム（京都サンガF.C.、G大阪、C大阪、ヴィッセル神戸）が全てJ1に揃うのは7年ぶり。またC大阪は同年8月から長居スタジアムとキンチョウスタジアムの併用を開始。
- ジェフユナイテッド千葉、柏レイソルがJ2に降格したため、2部制導入前も含め、J1で初めて千葉県をホームタウンとするクラブが無くなった。
- 湘南はベルマーレ平塚時代の1999年から11年ぶりにJ1に復帰、現クラブ名に改称してからは初のJ1、Jリーグ史上最長(当時）のブランクを経ての参戦となる。

| チーム名           | 監督                     | 所在 都道府県 | ホームスタジアム                                          | 前年成績 |
| ------------------ | ------------------------ | ------------- | --------------------------------------------------------- | -------- |
| ベガルタ仙台       | 手倉森誠                 | 宮城県        | ユアテックスタジアム仙台 宮城スタジアム                   | J2 優勝  |
| モンテディオ山形   | 小林伸二                 | 山形県        | NDソフトスタジアム山形                                    | J1 15位  |
| 鹿島アントラーズ   | オズワルド・オリヴェイラ | 茨城県        | 県立カシマサッカースタジアム                              | J1 優勝  |
| 浦和レッズ         | フォルカー・フィンケ     | 埼玉県        | 埼玉スタジアム2002 さいたま市浦和駒場スタジアム           | J1 6位   |
| 大宮アルディージャ | 張外龍                   | 埼玉県        | NACK5スタジアム大宮                                       | J1 13位  |
| FC東京             | 城福浩                   | 東京都        | 味の素スタジアム                                          | J1 5位   |
| 川崎フロンターレ   | 高畠勉                   | 神奈川県      | 等々力陸上競技場                                          | J1 2位   |
| 横浜F・マリノス    | 木村和司                 | 神奈川県      | 日産スタジアム ニッパツ三ツ沢球技場                       | J1 10位  |
| 湘南ベルマーレ     | 反町康治                 | 神奈川県      | 平塚競技場                                                | J2 3位   |
| アルビレックス新潟 | 黒崎久志                 | 新潟県        | 東北電力ビッグスワンスタジアム                            | J1 8位   |
| 清水エスパルス     | 長谷川健太               | 静岡県        | アウトソーシングスタジアム日本平                          | J1 7位   |
| ジュビロ磐田       | 柳下正明                 | 静岡県        | ヤマハスタジアム（磐田）                                  | J1 11位  |
| 名古屋グランパス   | ストイコビッチ           | 愛知県        | 名古屋市瑞穂陸上競技場                                    | J1 9位   |
| 京都サンガF.C.     | 加藤久                   | 京都府        | 京都市西京極総合運動公園陸上競技場兼球技場                | J1 12位  |
| ガンバ大阪         | 西野朗                   | 大阪府        | 万博記念競技場                                            | J1 3位   |
| セレッソ大阪       | レヴィー・クルピ         | 大阪府        | 大阪長居スタジアム キンチョウスタジアム                   | J2 2位   |
| ヴィッセル神戸     | 三浦俊也                 | 兵庫県        | ホームズスタジアム神戸 神戸総合運動公園ユニバー記念競技場 | J1 14位  |
| サンフレッチェ広島 | ペトロヴィッチ           | 広島県        | 広島ビッグアーチ                                          | J1 4位   |

## 監督交代
| チーム名           | 前監督   | 退任日  | 新監督   | 就任日  | 備考                               |
| ------------------ | -------- | ------- | -------- | ------- | ---------------------------------- |
| 大宮アルディージャ | 張外龍   | 4月27日 | 鈴木淳   | 4月27日 |                                    |
| 京都サンガF.C.     | 加藤久   | 7月27日 | 秋田豊   | 7月30日 | 空位期間はコーチの秋田豊が監督代行 |
| ヴィッセル神戸     | 三浦俊也 | 9月12日 | 和田昌裕 | 9月12日 |                                    |
| FC東京             | 城福浩   | 9月19日 | 大熊清   | 9月19日 |                                    |

## レギュレーションの変更点
特になし。

## 2010年シーズンのJ1のスケジュール
3月6日に開幕し、第12節（5月15・16日）から2010 FIFAワールドカップ開催のため約2か月間中断。第13節（7月17・18日）より再開し、第34節（12月4日）まで306試合が行われた。
なお、鹿島アントラーズ、川崎フロンターレ、ガンバ大阪、サンフレッチェ広島の4クラブは、AFCチャンピオンズリーグ2010と並行しての参加となる。

## リーグ概要
開幕から10戦無敗、中断前の第12節までをわずか1敗であった清水が首位に立ち、鹿島や名古屋、浦和などが上位を狙う形で、W杯による中断期間を迎えた。
中断明けの第13節から第16節までは前年王者・鹿島が首位に立ったが、第17節で名古屋がシーズン初の首位に立つと、以降首位を維持し、第31節で湘南に勝利し、3試合を残して初優勝が決定。Jリーグが1シーズン制に移行した2005年以降、最終節前に優勝が決まったのは初めてであり、最終勝ち点72、2位との勝ち点差10はいずれも史上最多であった。
W杯後に各主力選手が海外移籍したチームはそれぞれ明暗がくっきりと分かれた。まず上位争いは、ともに後半戦に入って調子を上げたG大阪、J1復帰1年目で香川真司がドイツへ移籍したC大阪の両大阪勢が2位、3位に入り、AFCチャンピオンズリーグ2011出場権を獲得、J1昇格（復帰）初年度のチームがACL出場権を自力で獲得するのは史上初。4連覇を狙った鹿島は、敗戦や失点の数が最少ながら、こちらもドイツへ移籍した内田篤人が退団した影響か、中断明けの第13節川崎戦以降は2連勝が関の山で名古屋の優勝が決まるまでの間は8引き分けと勝ちきれない試合が嵩み4位。但し、天皇杯で優勝してACL出場権を獲得した。なおJ1リーグ史上、1993年から2024年シーズンまでの32シーズンで、関東地方をホームタウンとするクラブが年間順位上位3位以内に1つも入ることが出来なかったのは当シーズンただ1度きりである。
下位戦線では、クラブ史上初となる3年目のJ1に臨んだ京都、11年ぶりのJ1となった昇格1年目の湘南が、開幕から絶不調に陥り、早々と下位２つをこの2チームで埋めることになった。共に4試合を残した第30節にJ2降格が決定。特に湘南の年間3勝、総失点82、リーグ戦21試合連続未勝利、得失点差－51はいずれもJ1史上ワースト。
残り1つの降格枠は山形、大宮、磐田なども交えて混戦となり、最終節に仙台、FC東京、神戸の3チームが可能性を残した。最終節は、16位の神戸が浦和に勝利、14位の仙台が川崎と引き分けて残留したが、イタリアへ旅立った長友佑都を失った15位のFC東京は京都に敗北して16位に転落し、最後まで長友の穴を埋められなかったのに加え、7月28日の第15節から9月25日の第24節まで勝ちが無く、シーズンを通じて連勝が一度も無かったのも致命傷となり11年ぶりのJ2降格が決定した。

## 順位表
| 順 | チーム               | 試 | 勝 | 分 | 敗 | 得 | 失 | 差  | 点 | 出場権または降格                       |
| -- | -------------------- | -- | -- | -- | -- | -- | -- | --- | -- | -------------------------------------- |
| 1  | 名古屋グランパス (C) | 34 | 23 | 3  | 8  | 54 | 37 | +17 | 72 | ACL2011グループステージ1の出場権を獲得 |
| 2  | ガンバ大阪           | 34 | 18 | 8  | 8  | 65 | 44 | +21 | 62 | ACL2011グループステージ1の出場権を獲得 |
| 3  | セレッソ大阪         | 34 | 17 | 10 | 7  | 58 | 32 | +26 | 61 | ACL2011グループステージ1の出場権を獲得 |
| 4  | 鹿島アントラーズ     | 34 | 16 | 12 | 6  | 51 | 31 | +20 | 60 |                                        |
| 5  | 川崎フロンターレ     | 34 | 15 | 9  | 10 | 61 | 47 | +14 | 54 |                                        |
| 6  | 清水エスパルス       | 34 | 15 | 9  | 10 | 60 | 49 | +11 | 54 |                                        |
| 7  | サンフレッチェ広島   | 34 | 14 | 9  | 11 | 45 | 38 | +7  | 51 |                                        |
| 8  | 横浜F・マリノス      | 34 | 15 | 6  | 13 | 43 | 39 | +4  | 51 |                                        |
| 9  | アルビレックス新潟   | 34 | 12 | 13 | 9  | 48 | 45 | +3  | 49 |                                        |
| 10 | 浦和レッズ           | 34 | 14 | 6  | 14 | 48 | 41 | +7  | 48 |                                        |
| 11 | ジュビロ磐田         | 34 | 11 | 11 | 12 | 38 | 49 | −11 | 44 |                                        |
| 12 | 大宮アルディージャ   | 34 | 11 | 9  | 14 | 39 | 45 | −6  | 42 |                                        |
| 13 | モンテディオ山形     | 34 | 11 | 9  | 14 | 29 | 42 | −13 | 42 |                                        |
| 14 | ベガルタ仙台         | 34 | 10 | 9  | 15 | 40 | 46 | −6  | 39 |                                        |
| 15 | ヴィッセル神戸       | 34 | 9  | 11 | 14 | 37 | 45 | −8  | 38 |                                        |
| 16 | FC東京 (R)           | 34 | 8  | 12 | 14 | 36 | 41 | −5  | 36 | J2 2011へ降格                          |
| 17 | 京都サンガF.C. (R)   | 34 | 4  | 7  | 23 | 30 | 60 | −30 | 19 | J2 2011へ降格                          |
| 18 | 湘南ベルマーレ (R)   | 34 | 3  | 7  | 24 | 31 | 82 | −51 | 16 | J2 2011へ降格                          |

最終更新は2010年12月4日の試合終了時
出典: J. League Data Site
順位の決定基準: 1. 勝点; 2. 得失点差; 3. 得点数.
1 第90回天皇杯全日本サッカー選手権大会優勝クラブにもAFCチャンピオンズリーグ2011参加資格が与えられるが、同大会優勝クラブがJ1リーグ戦上位に入った場合は、リーグ戦次点のクラブに参加資格が与えられる。

## 得点ランキング
| 順位   | 選手                   | 所属               | 得点 |
| ------ | ---------------------- | ------------------ | ---- |
| 得点王 | 前田遼一               | ジュビロ磐田       | 17   |
| 得点王 | ケネディ               | 名古屋グランパス   | 17   |
| T3     | エジミウソン           | 浦和レッズ         | 16   |
| T3     | マルシオ・リシャルデス | アルビレックス新潟 | 16   |
| T5     | ジュニーニョ           | 川崎フロンターレ   | 14   |
| T5     | 平井将生               | ガンバ大阪         | 14   |
| T5     | アドリアーノ           | セレッソ大阪       | 14   |
| T8     | 藤本淳吾               | 清水エスパルス     | 13   |
| T8     | 岡崎慎司               | 清水エスパルス     | 13   |
| T8     | 玉田圭司               | 名古屋グランパス   | 13   |

2010年12月4日

出典: J. League Data